# Поющие в терновнике (мини-сериал)
«Поющие в терновнике» (англ. The Thorn Birds) — американский телевизионный мини-сериал 1983 года. Экранизация одноимённого романа писательницы Колин Маккалоу.

## Сюжет
Экранизация бестселлера Колин Маккалоу рассказывает эпическую историю жизни семьи Клири, переехавшей из Новой Зеландии на ранчо в Австралии. События разворачиваются вокруг запретной любви Мэгги Клири и амбициозного католического священника Ральфа де Брикассара.

## В ролях
| Актёр             | Роль                                    |
| ----------------- | --------------------------------------- |
| Ричард Чемберлен  | отец Ральф де Брикассар                 |
| Рэйчел Уорд       | Мэгенн Клири (Мэгги)                    |
| Джин Симмонс      | Фиона Клири (Фиа)                       |
| Ричард Кили       | Падрик Клири (Пэдди)                    |
| Барбара Стэнвик   | Мэри Элизабет Клири Карсон              |
| Кристофер Пламмер | архиепископ Витторио ди Контини-Верчезе |
| Брайан Браун      | Люк О’Нил                               |
| Мэр Уиннингэм     | Джастина О’Нил                          |
| Пайпер Лори       | Энн Мюллер                              |
| Бретт Каллен      | Боб Клири                               |
| Филип Энглим      | Дэн О’Нил                               |
| Барри Корбин      | Пит                                     |
| Сидни Пенни       | Мэгенн Клири (Мэгги) в детстве          |
| Кен Ховард        | Райнер Хартгейм (Рэйн)                  |
| Джон Фридрих      | Фрэнк Клири                             |
| Дуайер Браун      | Стюарт Клири (Стю)                      |
| Видал Петерсон    | Стюарт Клири (Стю) в детстве            |
| Эрл Холлиман      | Лэдди Мюллер                            |
| Стивен У. Бернс   | Джек Клири                              |
| Холли Пэланс      | мисс Кармайкл                           |
| Джон де Ланси     | Алистер Маккуин                         |
| Эллин Энн Маклири | миссис Смит                             |
| Ричард Венчур     | Гарри Гуф                               |

## Награды и номинации
- 1984 — «Золотой глобус»: победа в номинациях «Лучший мини-сериал», «Лучший актёр в мини-сериале» (Ричард Чемберлен), «Лучший актёр второго плана в мини-сериале» (Ричард Кили) и «Лучшая актриса второго плана в мини-сериале» (Барбара Стэнвик).